# Pure player
Un pure player /pjuɝ ˈpleɪɝ/, ou une pure play company (« société à monoactivité »), est une entreprise exerçant dans un secteur d'activité unique, non diversifié.
En France, l'expression en est venue à désigner les entreprises œuvrant uniquement sur Internet, et particulièrement les sites web et applications mobiles d'information sans édition papier (médias en ligne).

## Terminologie
La Commission d'enrichissement de la langue française a publié, le 23 mars 2014 au Journal officiel, la traduction en français « tout en ligne », dont l'utilisation est préconisée à la place de « pure player » pour qualifier « un éditeur, en particulier un éditeur de presse, qui exerce son activité exclusivement dans l'internet, ou cette activité elle-même,. »

## Commerce «tout en ligne»
L'expression « pure player » peut s'appliquer au commerce électronique, le tout en ligne ne proposant aucun magasin où ses clients pourraient venir physiquement effectuer leurs achats. Des exemples de tout en ligne sont Amazon.com ou eBay.
À l'opposé, les expressions brick and mortar (« brique et mortier », donc un magasin en dur), click and mortar (ou bricks and clicks, un magasin en dur doublé d'une boutique en ligne) sont également utilisées.
Pour une entreprise, le choix d'agir en tout en ligne peut être motivé par la rapidité de mise en œuvre, la réduction des coûts, mais aussi par le choix d'une clientèle recherchant ce type d'entreprises.

## Presse «toute en ligne»
L'expression pure player s'applique également à des sites Web d'information sans édition papier. Un statut d'éditeur de presse en ligne a été défini en 2009, lors de l'adoption de la loi Création et Internet. Il permet aux pure players de bénéficier des subventions de l’État à la presse écrite. Près de 180 éditeurs de site de presse « toute en ligne » sont réunis au sein du Syndicat de la presse indépendante d'information en ligne (Spiil). 

### Sites journalistiques d'information générale

#### En France
En France, les principaux sites web d'information pure player apparaissent au milieu des années 2000 (Rue89 et Arrêt sur images en 2007, Mediapart en 2008, Slate France en 2009). En 2015, la Commission paritaire des publications et des agences de presse a recensé 906 sites d’info dont 391 pure players, contre 189 sites en 2010. Ces médias lancés sur Internet peuvent ensuite imprimer une édition papier, comme Bakchich ou Rue89, s'éloignant du statut de pure player.
Les pure players peuvent se financer par la publicité (ex: Rue89, Slate, HuffPost) ou par abonnement (Arrêt sur images, Mediapart, Les Jours), ou bien sur les deux modèles (Atlantico). Bien que leur émergence doive être mise en parallèle avec la crise de la presse quotidienne française, c'est le modèle économique basé sur l'abonnement qui assure une meilleure stabilité financière, tandis que les sites d'infodivertissement que sont BuzzFeed et Vice Media, fondés essentiellement sur la publicité, connaissent des difficultés financières en 2017.

### Presse web d'information régionale
Face à l'hégémonie de grands groupes de presse quotidienne régionale, la montée en puissance de l’information en ligne a offert la possibilité à de nouveaux acteurs de proposer une offre informationnelle avec un coût d’entrée singulièrement plus bas que celui jusque-là nécessaire pour devenir un média imprimé ou audiovisuel. Même sans expérience entrepreneuriale et souvent avec peu de moyens, des nouvelles entreprises tentent de s’établir dans le secteur de l’information locale et régionale avec plus ou moins de succès.
Certains de ces acteurs sont parvenus à s'imposer avec le temps dans le paysage médiatique local comme Zinfos 974 à la Réunion, Marsactu , dans les Bouches-du-Rhône, Objectif Gard, Mediabask (eu) en Pays Basque, Rue89 Lyon, Strasbourg et Bordeaux, ou encore Mediacités, à Lille, Lyon, Toulouse et Nantes. D'autres au contraire, ont disparu après quelques années d'existence comme le Télescope d’Amiens, Dijonscope, Essonne info ou encore le toulousain Carré d’info.